# Møbelringen Cup 2005
Møbelringen Cup 2005 var den femte udgave af kvindehåndboldturneringen Møbelringen Cup og blev afholdt fra den 24. – 27. november 2005 i Bodø, Steinkjer og Trondhjem i Norge. Turneringen blev vundet af Danmark.

## Resultater
| Dato  | Hold 1  | Hold 2  | Resultat |
| ----- | ------- | ------- | -------- |
| 24.11 | Norge   | Kina    | 31-25    |
| 25.11 | Rusland | Danmark | 26-26    |
| 26.11 | Norge   | Rusland | 21-25    |
| 26.11 | Danmark | Kina    | 43-21    |
| 27.11 | Kina    | Rusland | 19-35    |
| 27.11 | Danmark | Norge   | 32-34    |

| Hold    | Kampe | Mål    | Point |
| ------- | ----- | ------ | ----- |
| Danmark | 3     | 100-69 | 5     |
| Rusland | 3     | 86-66  | 5     |
| Norge   | 3     | 74-81  | 2     |
| Kina    | 3     | 65-109 | 0     |